# Molson Indy Vancouver
El Molson Indy Vancouver es una carrera de monoplazas disputada en un Circuito urbano de carreras armado cerca del BC Place Stadium de la ciudad de Vancouver, provincia de Columbia Británica, Canadá. Desde su primera edición en 1990 hasta la última en 2004, perteneció al calendario de la CART World Series. La Indy Lights y la Fórmula Atlantic sirvieron como telonera de ella en numerosas ocasiones.
Esta carrera se corrió en dos trazados diferentes: el primero fue utilizado hasta 1997, y el segundo a partir de 1998. Las primeras ediciones tuvieron lugar la última semana de agosto o la primera de septiembre, en tanto que las tres últimas se disputaron la última semana de julio. El Edmonton Indy lo reemplazó en representación del oeste de Canadá; este también se disputa a finales de julio.

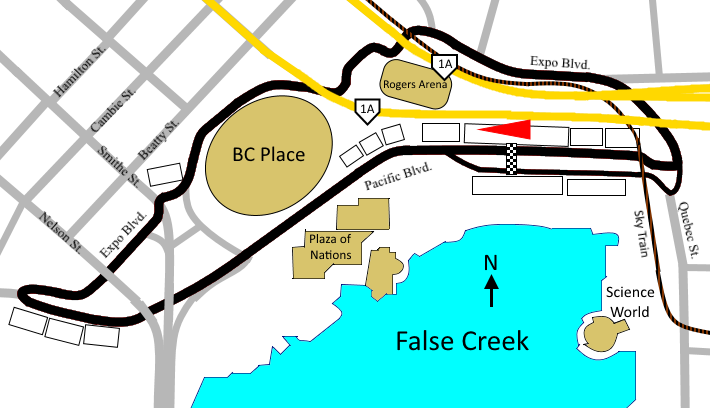
Trazado utilizado entre 1990 a 1997.

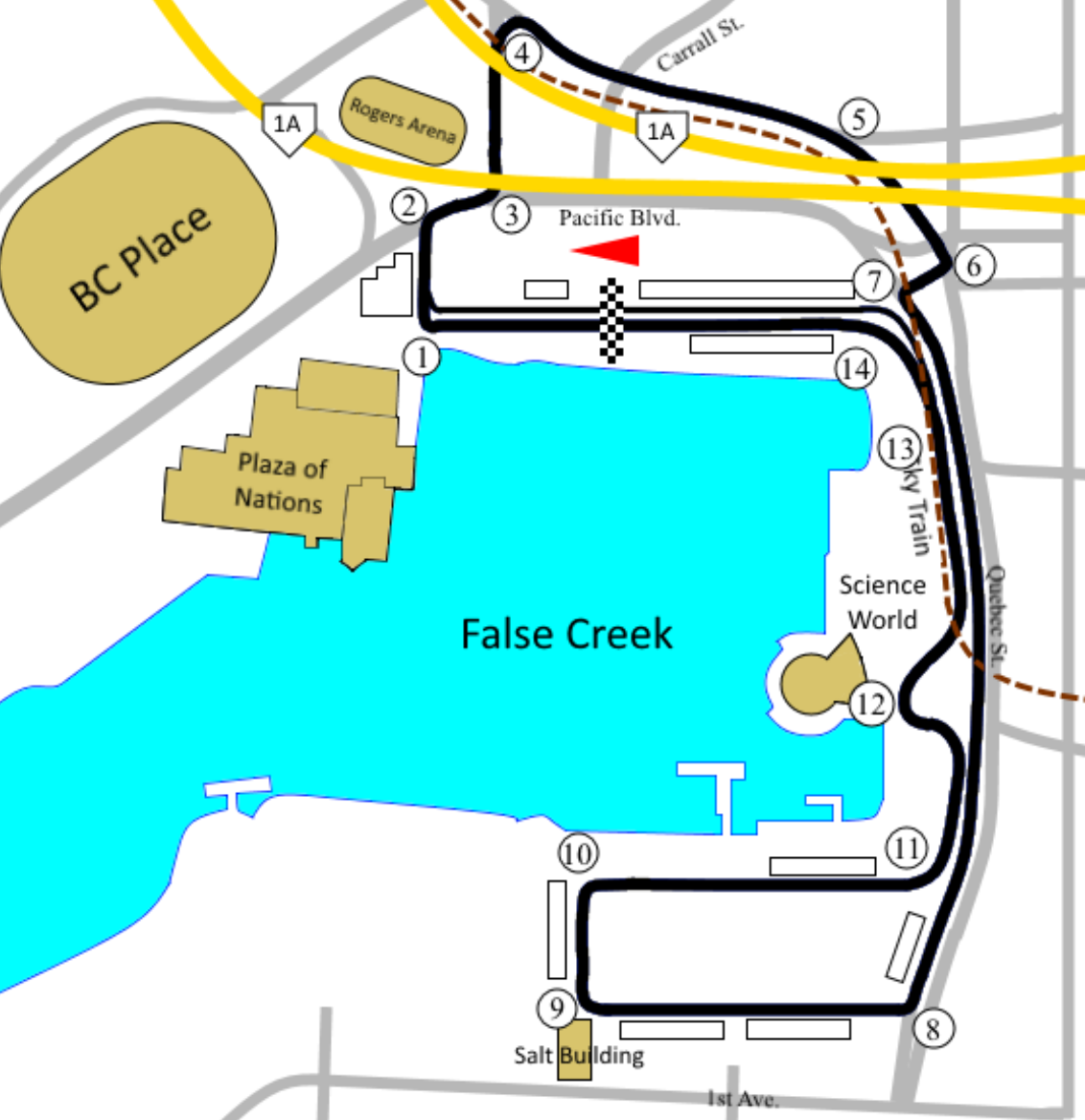
Trazado presentado para la temporada 1998 de CART Championship series un año más tarde, se eliminarían las cuvas 7 y 8 para ser agregada en la última curva una chicane al pie de la entrada de boxes.

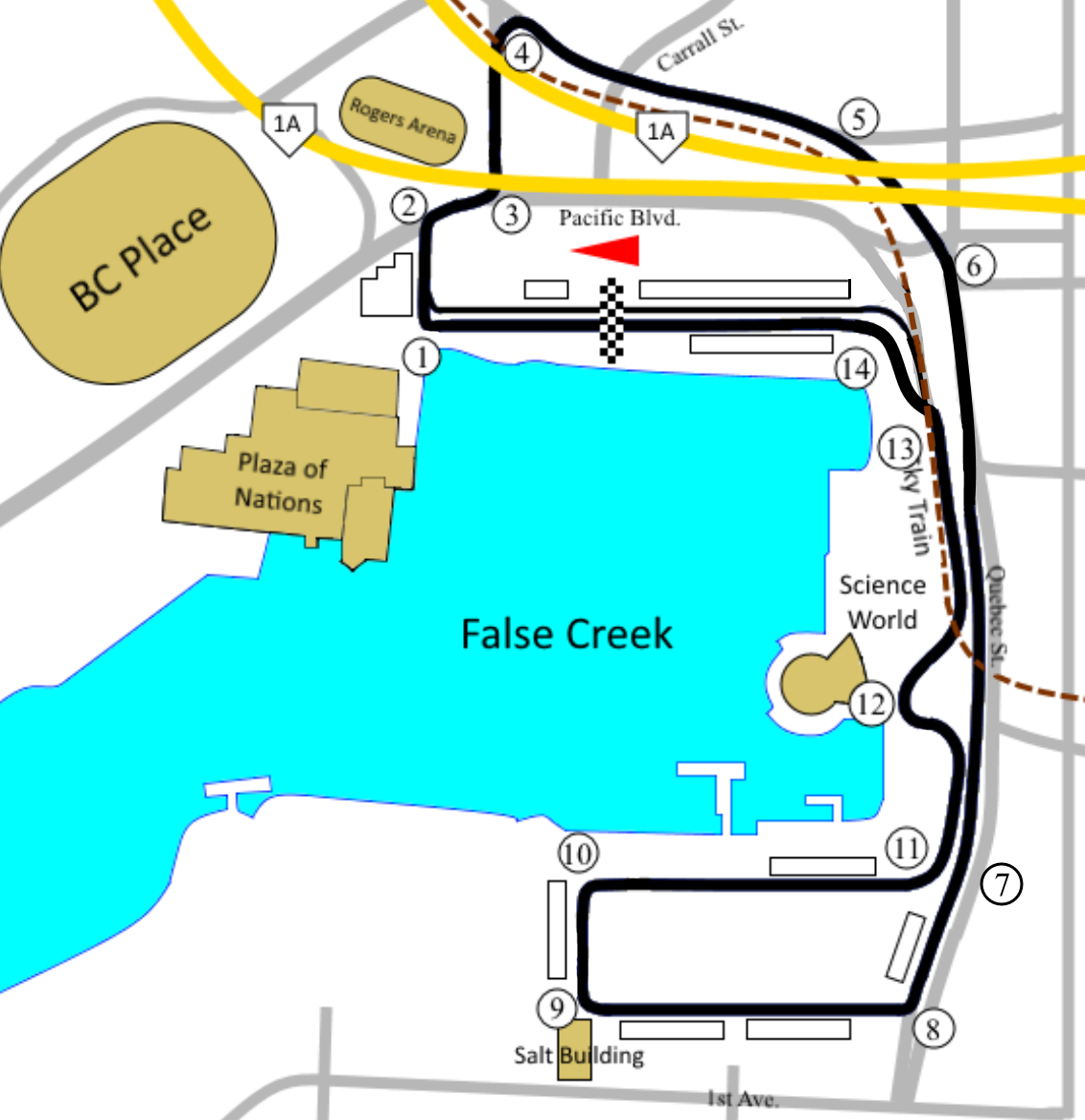
Trazado presentado para la temporada 1999-2004 de CART Championship series/Champ Car. Con las curvas eliminadas 7 y 8, se volvería una curva de alta velocidad, mientras que la chicane al pie de la entrada a pits pasó a ser el sector más lento del circuito.

En 2021, fue anunciado como sede del e-Prix de Vancouver de Fórmula E para el campeonato 2021-22. El circuito será recortado, adaptándose a las necesidades de la categoría.

## Ganadores
| Año  | Piloto             | Automóvil             |
| ---- | ------------------ | --------------------- |
| 1990 | Al Unser Jr.       | Lola Chevrolet        |
| 1991 | Michael Andretti   | Lola Chevrolet        |
| 1992 | Michael Andretti   | Lola Ford             |
| 1993 | Al Unser Jr.       | Lola Chevrolet        |
| 1994 | Al Unser Jr.       | Penske Ilmor          |
| 1995 | Al Unser Jr.       | Penske Mercedes-Ilmor |
| 1996 | Michael Andretti   | Lola Ford             |
| 1997 | Maurício Gugelmin  | Reynard Mercedes-Benz |
| 1998 | Dario Franchitti   | Reynard Honda         |
| 1999 | Juan Pablo Montoya | Reynard Honda         |
| 2000 | Paul Tracy         | Reynard Honda         |
| 2001 | Roberto Moreno     | Reynard Toyota        |
| 2002 | Dario Franchitti   | Lola Honda            |
| 2003 | Paul Tracy         | Reynard Ford-Cosworth |
| 2004 | Paul Tracy         | Lola Ford-Cosworth    |